# Krásnaya Batareya
Krásnaya Batareya (del ruso: Красная Батарея) es un jútor del raión de Krymsk del krai de Krasnodar, en Rusia. Está situado en la confluencia del río Nepil, en el río Adagum, afluente por la izquierda del río Kubán, en las inmediaciones de su delta, 24 km al noroeste de Krymsk y 94 km al oeste de Krasnodar. Tenía 812 habitantes en 2010
Pertenece al municipio Keslerovskoye.

## Historia
En los alrededores del jútor se hallan tres conjuntos de kurganes.